# Zyras humeralis
Zyras humeralis är en skalbaggsart som först beskrevs av Johann Ludwig Christian Gravenhorst 1802.  Zyras humeralis ingår i släktet Zyras, och familjen kortvingar. Arten är reproducerande i Sverige.